# Кельбаджар
Кельбаджа́р (азерб. Kəlbəcər) — город в Азербайджане, административный центр Кельбаджарского района. Расположен в верхнем течении реки Тертер, правого притока Куры.
В 1993—2020 годах город входил в так называемый «пояс безопасности Нагорного Карабаха», находившийся за пределами первоначально заявленной территории непризнанной Нагорно-Карабахской Республики, но контролируемый НКР, согласно топонимике которой носил название Карвача́р. С 25 ноября 2020 года, по итогам Второй карабахской войны на основании трёхстороннего соглашения между Азербайджаном, Арменией и Россией от 10 ноября 2020 года, город вместе с районом возвращены Азербайджану.
31 июля 2023 года 25 ноября учреждён как день города Кельбаджар.

## Название
Согласно Энциклопедическому словарю топонимов Азербайджана существует несколько версий происхождения названия города. По одной из версий город изначально назывался Кевличер и означал со старотюркского «крепость у верховья реки» («кевли» — верховья реки, «чер»/«джар» — крепость). По другой версии, название города происходит от персидского слова «кевил» (пещера) и старотюркского «джер» (скала, овраг) и означает «овраг с пещерами». Данная этимология объясняется тем, что на скале, на которой расположен город, вдоль реки Тертер расположены к ряду несколько искусственных пещер. По ещё одной версии, название города происходит от старотюркских слов «кевли» (устье реки) и «джар» (ущелье, овраг) и изначально поселение называлось Кебладжар, но впоследствии название постепенно видоизменилось.
Согласно Словарю топонимов Армении и прилегающих областей, название Кельбаджар является видоизмененной формой Каравачар (K‘aravačar̄), деревни в области Цар армянского Хаченского княжества. Упоминается в колофоне армянской рукописи XV века:

…во время архиепископства в губернии сей отца Закарии, настоятеля монастыря Дадиванк, в области Цар, в селении Каравачар…
Оригинальный текст (арм.)...և յարհեպիսկոսութեան այսմ նահանգիս տէր Զաքարիայի Դադի Վանուց վերատեսջի, ի հռչակաւոր երկիրս Ծար, ի գևղս Քարավաճառ,...

## История

### Период античности и средневековья
В античный период территория, на которой находится Кельбаджар, входила в гавар провинции Арцах Великой Армении, позже Кавказской Албании.
С IX по XVI век — часть армянского княжества Хачен, после его распада — армянского меликства Джраберд, одного из пяти меликств Хамса.
В XIV веке Верхний Хачен подвергся нашествиям хана Тохтамыша и Тамерлана. В XV веке вошёл в состав тюркских государств Кара-Коюнлу и Ак-Коюнлу. В армянских источниках впервые упоминается как деревня Каравачар в XV веке. В начале XVI века Хачен вошёл в состав государства Сефевидов. Административно округ Хачен находился в составе Гянджа-Карабахского беглербегства (впоследствии Гянджинского ханства), которым правил род Зияд оглы из туркоманского племени каджаров. Их власть, однако, распространялась главным образом на равнинный Карабах, население которого было мусульманизировано и тюркизировано, тогда как Нагорный Карабах, где продолжали жить армяне, остался в руках армянских правителей.

### Новое время
В район, расположенный между Нагорным Карабахом и Зангезуром (на территории современных Кельбаджарского, Кубатлинского и Лачинского районов Азербайджана) примерно в 1600 году персидскими властями были переселены курдские племена. Этот шаг имел целью ослабить связи армянских правителей Нагорного Карабаха с основными армянскими территориями. Часть более позднего мусульманского (курдского и тюркского) населения Кельбаджарского района являлась потомками кочевников-переселенцев из равнинного Карабаха. 
В 1924 году советский археолог, кавказовед Евгения Пчелина, побывав с экспедицией в Курдистанском уезде, отмечала, что в средние века здесь бытовало христианско-армянское население, о чём говорили и встретившиеся ей археологические памятники в этом районе. Вытеснение армян со своих земель было зафиксировано ею в курдских народных сказаниях и родословных, говорящих о пришлости курдов в регионе.
Занявший персидский престол в 1736 году Надир-шах с целью ослабления гянджинских ханов переселил из Карабаха в Хорасан многих каджар (племена отузики, джеваншир и кебирли) и вывел меликов Хамсы из подчинения Гяндже. В 1747 году гибель Надир-шаха привела к распаду созданного им государства, возвращению из Хорасана сосланных тюркских племён и утрате самостоятельности меликств Хамсы, которые попали в подчинение Карабахскому ханству, созданному Панах Али-ханом.

### Новейшее время
В 1805 году был подписан Кюрекчайский договор, по которому Карабахское ханство перешло в состав Российской империи. В 1822 году ханство было упразднено. Вместо него была создана Карабахская провинция. Позднее территория Кельбаджара вошла в состав Джеванширского уезда Елизаветпольской губернии.
По данным Кавказского календаря 1912 года, в селе Кельбаджар Джеванширского уезда Елизаветпольской губернии проживало 300 человек, в основном азербайджанцы, указанные в календаре как «татары».

### Период Азербайджанской ССР
После советизации региона населённый пункт вошёл в состав Курдистанского уезда Азербайджанской ССР. В 1930 году стал административным центром Кельбаджарского района, образованного в составе Азербайджанской ССР и имевшего площадь 1936 км². 20 января 1960 года Кельбаджару был присвоен статус посёлок городского типа. В 1980 году Кельбаджар получил статус города. Накануне Первой карабахской войны в городе проживало 7,5 тысяч человек.
С 1934 года в Кельбаджаре издавалась районная газета «Yeni həyat uğrunda» («За новую жизнь») на азербайджанском языке. В 1952 году открылась средняя школа. В городе действовали черепичный и лесопильный заводы. Была проведена автогужевая дорога до железнодорожной станции Евлах. К началу 1980-х годов в городе имелись две средние школы, две библиотеки, музыкальная школа, дом культуры, комбинат бытового обслуживания, районная больница, поликлиника, родильный дом. Вещала районная радиостанция.

### Карабахская война

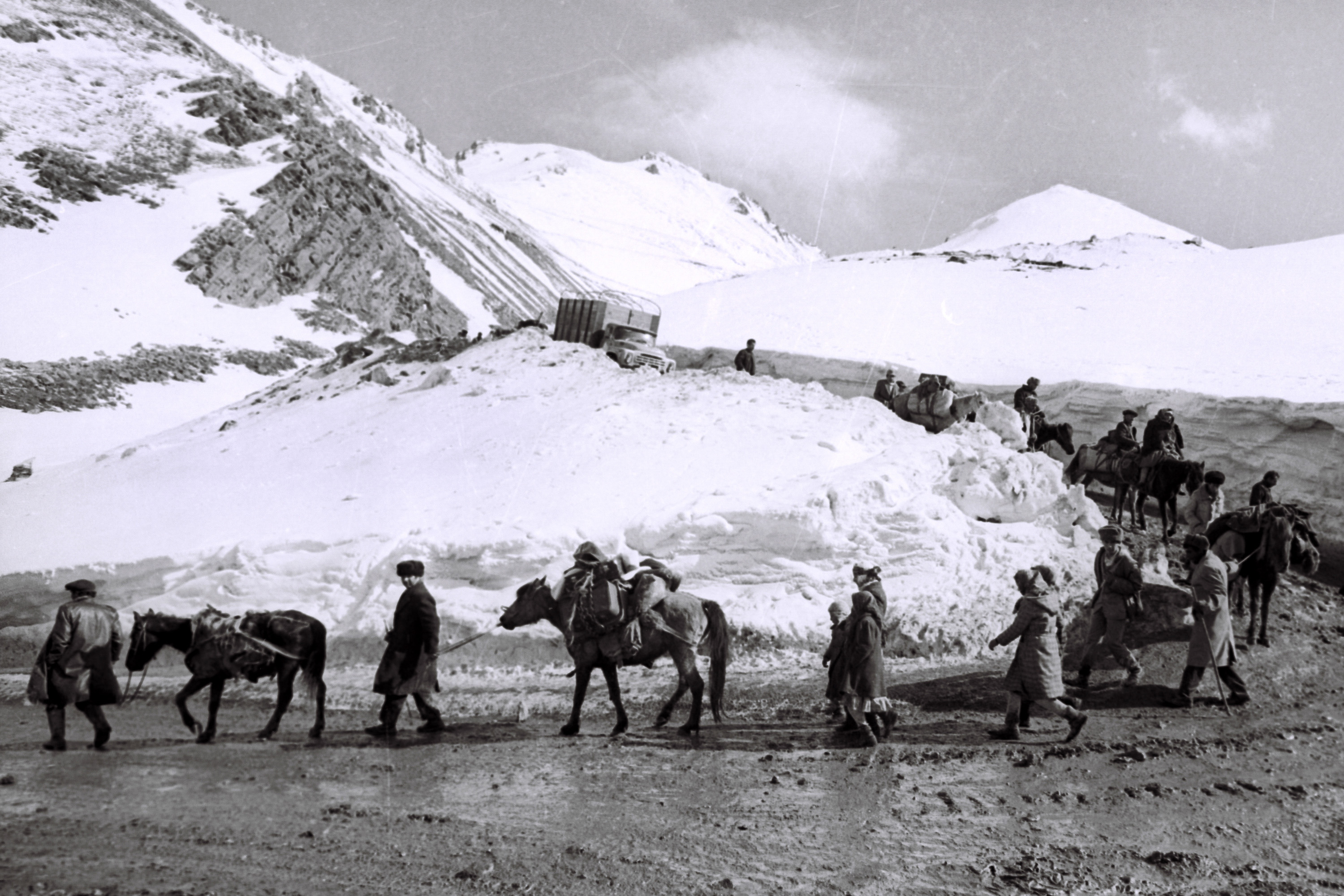
Азербайджанские беженцы из Кельбаджара. Кельбаджарский район, Муровдаг. 1993 год.

С началом Первой карабахской войны Кельбаджарский район, расположенный между Нагорно-Карабахской автономной областью (НКАО) и Арменией и отделённый от остальной территории Азербайджана на севере горным хребтом, оказался в полублокаде. С лета 1992 года положение местного населения несколько улучшилось, так как армия Азербайджана заняла северную часть бывшей НКАО и было восстановлено сообщение через Мардакерт. После того, как армянские силы взяли вновь Мардакертский район, Кельбаджарский район оказался полностью блокирован, так как перевалы ещё были занесены снегом. До занятия района армией Армении население района составляло около 60 тысяч, в основном азербайджанцы и курды, которые в дальнейшем были вынуждены покинуть свои жилища. В ходе операции по захвату района армянские силы применяли в отношении мирных жителей насилие, вели по ним огонь, захватывали их в заложники. Захват Кельбаджарского района был квалифицирован в резолюциях Совета Безопасности ООН как оккупация.

### Межвоенный период
После окончания войны в Карабахе район полностью контролировался самопровозглашённой Нагорно-Карабахской Республикой (НКР). Его прежнее население было размещено на территории Азербайджана в качестве вынужденных переселенцев.

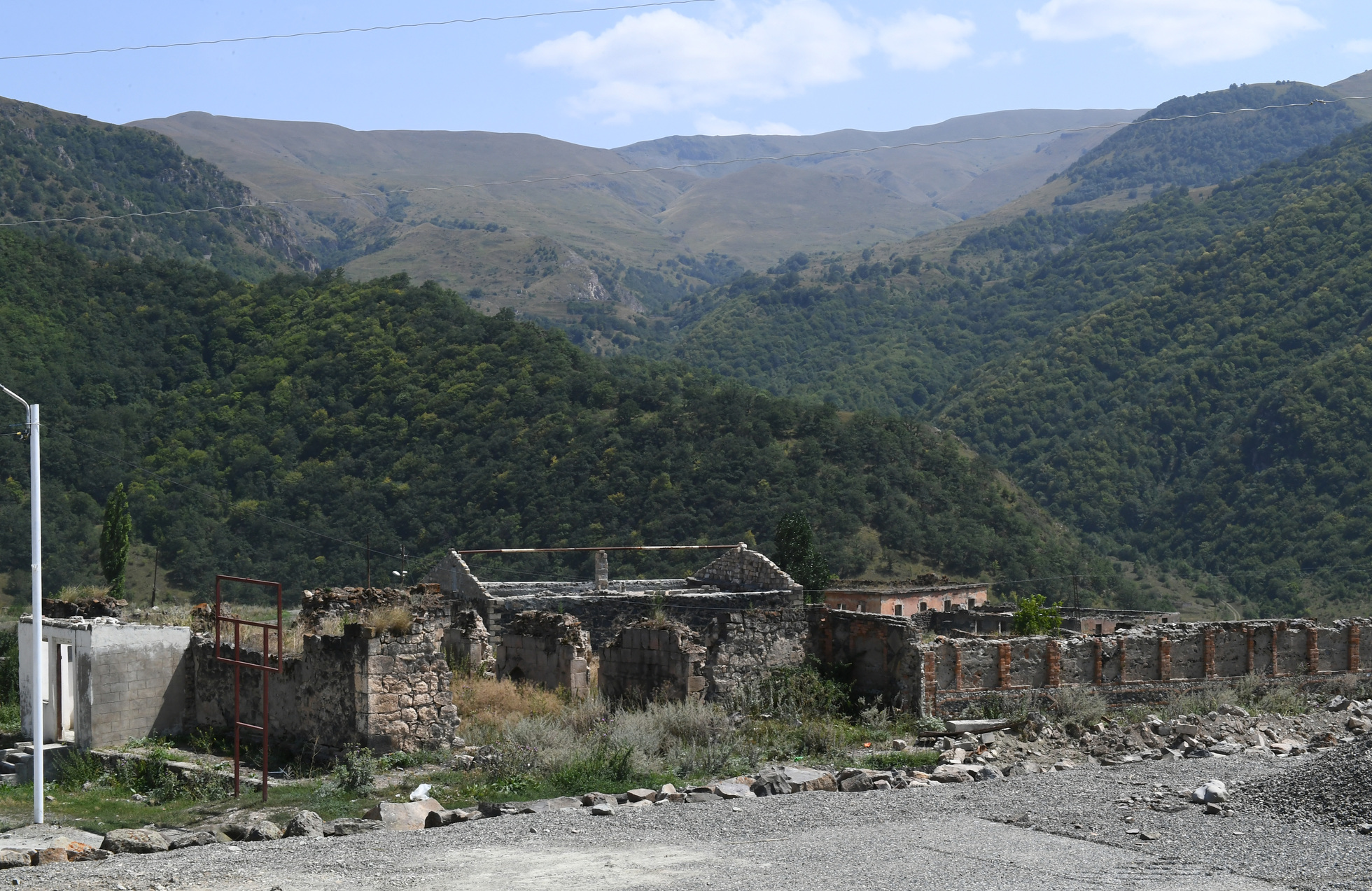
Разрушенные здания в Кельбаджаре

До начала 2000-х годов город оставался в руинах. Позже он, как и многие территории, расположенные за пределами бывшей НКАО, но остававшиеся под армянским контролем, начал заселяться армянами — как беженцами из частей Азербайджана, так приезжавшими из Армении по экономическим причинам. Город был включён в состав Шаумяновского района НКР. Изначально заселение было импровизированным. Со временем местные власти создали в Кельбаджаре отделы полиции и других государственных органов. Развитие инфраструктуры финансово поощрялось армянской диаспорой. С 2007 года заселение Кельбаджара стало политикой местного армянского руководства. По словам начальника Управления демографии и миграции Министерства труда НКР Арарата Бахтамяна, правительство выделяло лицам со статусом «переселенцев и беженцев», расселявшимся в Кельбаджаре, строительные материалы, мебель и кухонный инвентарь, а также выдавало им компенсацию за дрова и электроэнергию. Инвесторам предоставлялись льготы. Азербайджан рассматривал политику заселения как незаконную деятельность, нарушающую международное гуманитарное право, включая Женевские конвенции 1949 года и дополнительные протоколы к ним.
В 2005 году оккупированные территории посетила миссия ОБСЕ по установлению фактов с целью изучить поселенческую деятельность в этом регионе и сообщить о выводах сопредседателям Минской группы ОБСЕ. По данным миссии, на тот момент количество армянских поселенцев в Кельбаджарском районе составляло около 1500 человек, из которых примерно 450—500 проживали в городе Кельбаджар. Миссия сообщила, что «жилищные условия были примитивными и было восстановлено не более 20—30 % руин, как правило, грубым и импровизированным способом. Некоторые из них были без стеклянных окон и обогревались только небольшой дровяной печью».
В 2014 году Пико-Ривера (США) и Карвачар стали городами-побратимами.

На 2018 год в Кельбаджаре проживало 600 человек. Были проведены электричество и интернет, построена новая школа, работали несколько магазинов и банк. Проблемы, связанные с труднодоступностью населённого пункта, были разрешены, когда до города из Армении была проведена шоссейная дорога. До этого связь с Арменией была возможна лишь через Лачинский коридор.

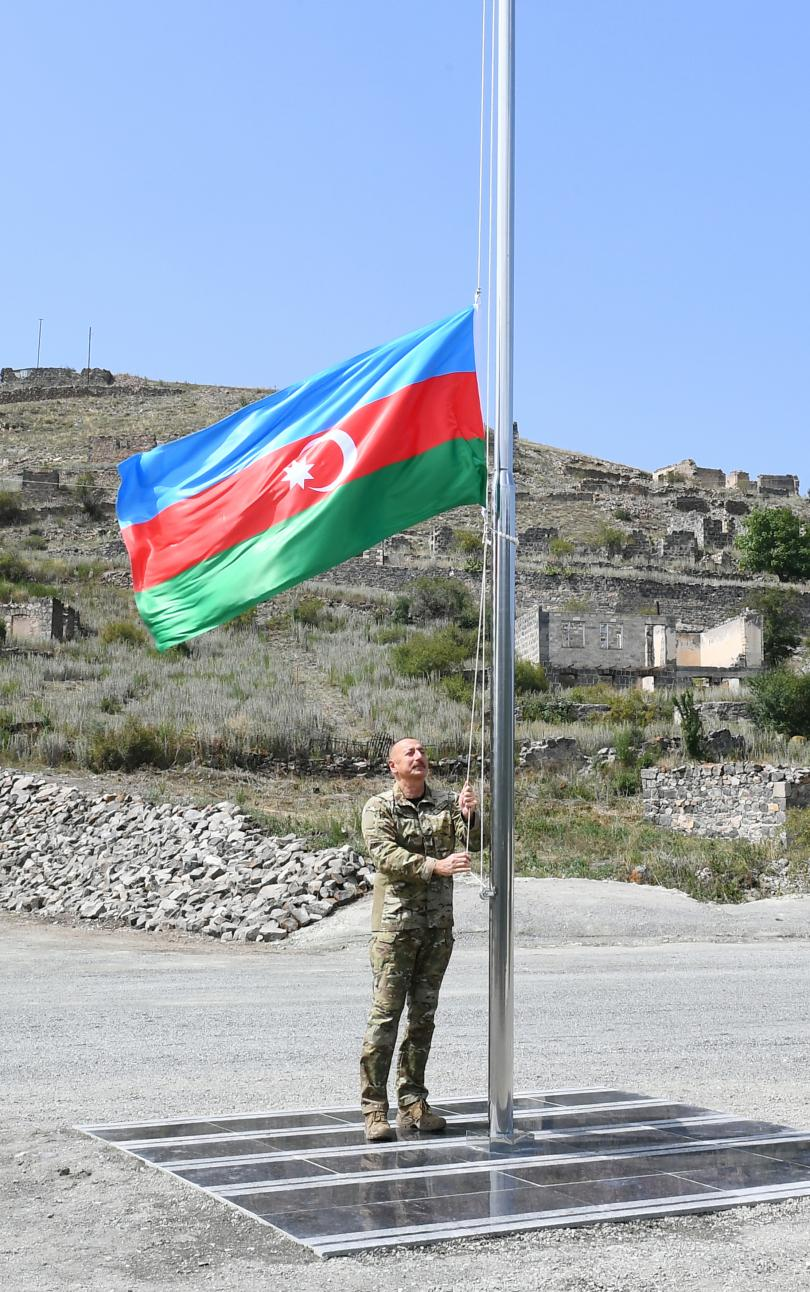
Президент Азербайджана Ильхам Алиев водружает флаг Азербайджана над городом Кельбаджар. 16 августа 2021 года

### Вторая карабахская война
В результате начавшейся осенью 2020 года Второй карабахской войны, Азербайджан вернул под свой контроль часть контролировавшихся непризнанной Нагорно-Карабахской Республикой территорий Нагорного Карабаха и часть оккупированных районов вокруг него. Военные действия прекратились в полночь 10 ноября 2020 года, через несколько часов после подписания главами Азербайджана, Армении и России заявления о прекращении огня в Нагорном Карабахе. Согласно одному из пунктов заявления, Армения обязалась возвратить Кельбаджарский район Азербайджану до 15 ноября 2020 года. Однако, на единственной дороге из Кельбаджара в Армению образовалась пробка из армянских беженцев из Кельбаджара — с одной стороны, и из беженцев, возвращавшихся из Армении в Степанакерт — с другой стороны. 15 ноября стало известно, что «учитывая загруженность единственной дороги из Кельбаджара в Армению и погодные условия», Азербайджан согласился предоставить отсрочку на вывод войск до 25 ноября. 25 ноября президент Азербайджана Ильхам Алиев в обращении народу заявил о полном переходе Кельбаджарского района под контроль азербайджанской армии.

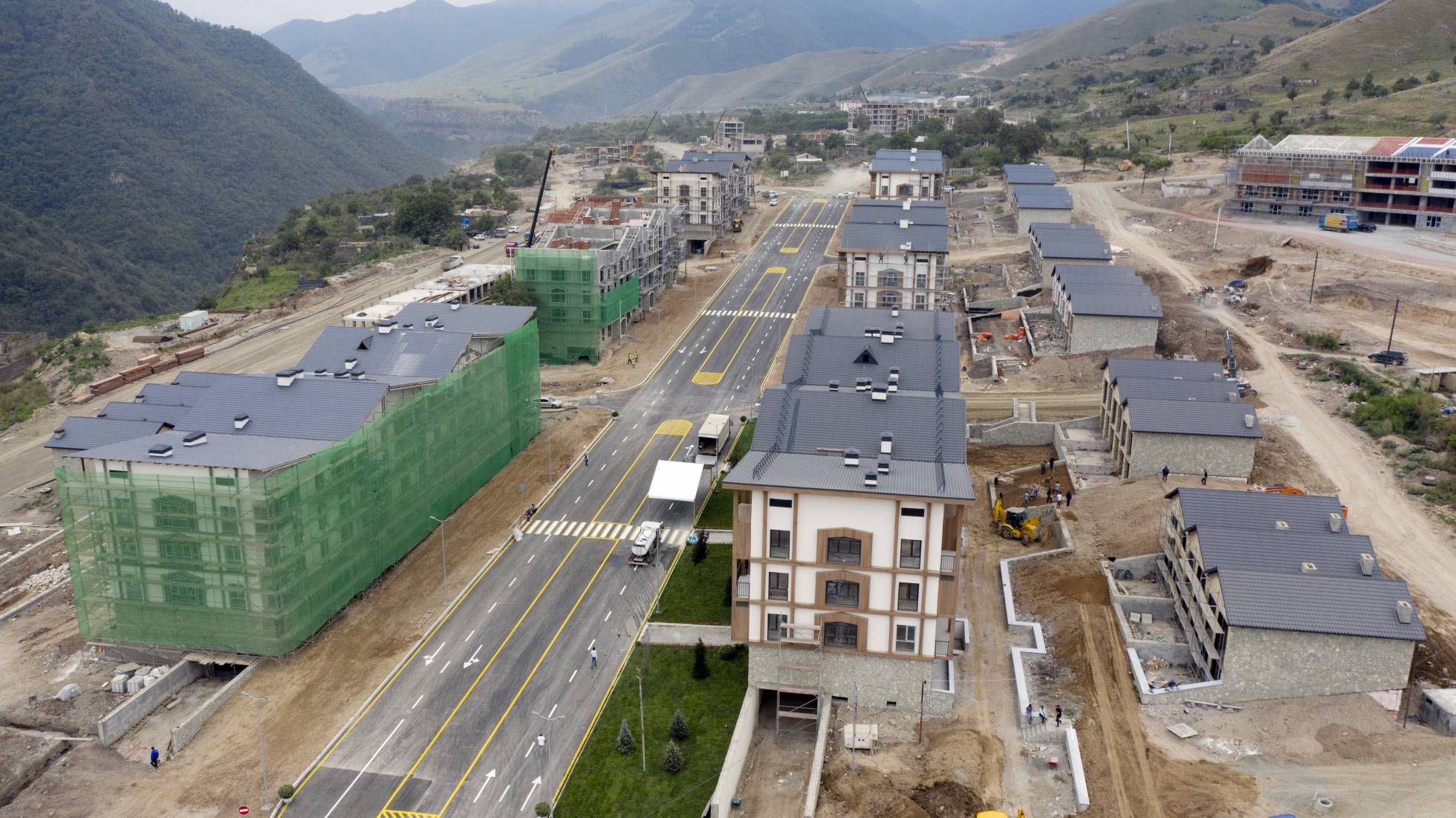
Строительство нового жилого комплекса в Кельбаджаре 2024 год

Исход армянского населения из Кельбаджара сопровождался поджогами домов и уничтожением гражданской инфраструктуры «чтобы не достались врагу», а также вырубкой лесов. Наблюдались случаи намеренного разрушения сохранившихся азербайджанских кладбищ. По словам Донателлы Ровера, старшего кризисного консультанта Amnesty International, которая посетила Кельбаджар вскоре после того, как он был возвращен под контроль Азербайджана, «за 27 лет оккупации всё было разграблено — в домах азербайджанцев, вынужденных бежать в 1993 году, не осталось ни одной двери, ни одного окна, и ни единой черепицы». Она также сообщила, что видела на кладбище Кельбаджара разрушенные могилы «азербайджанцев, которые были похоронены здесь до армянской оккупации 1993 года. Некоторые надгробные плиты были разбиты недавно, по-видимому, армянами, которые покинули этот район на прошлой неделе после 27 лет оккупации».

## Восстановление после войны
16 августа 2021 года город посетил президент Азербайджана Ильхам Алиев и водрузил флаг Азербайджана на территории города.

### Экономика
29 сентября 2021 года открыт хлебопекарный цех.
26 июня 2022 года начато строительство завода минеральной воды «Истису».

### Жилой сектор
Строится жилой комплекс на 524 семьи площадью 19,5 гектар. На сентябрь 2024 года построено 6 четырёхэтажных зданий. В каждом из зданий по 27 квартир. 54 квартиры двухкомнатные, 72 — трёхкомнатные и 36 — четырёхкомнатные. Также построены 39 двухэтажных домов типа таунхаус.
На втором этапе в первом комплексе будет построено 16 четырёхэтажных многоквартирных жилых здания и 57 двухэтажных домов типа таунхаус.
2 сентября 2024 года начато строительство второго жилого комплекса. Комплекс будет расположен на территории площадью 1,76 гектар. В комплексе планируется 8 трёх- и пятиэтажных жилых зданий. 56 квартир будут двухкомнатными, 56 — трехкомнатными и 48 — четырехкомнатными. Комплекс рассчитан на 160 семей.
В августе 2025 года начато проектирование третьего и четвёртого жилых кварталов.

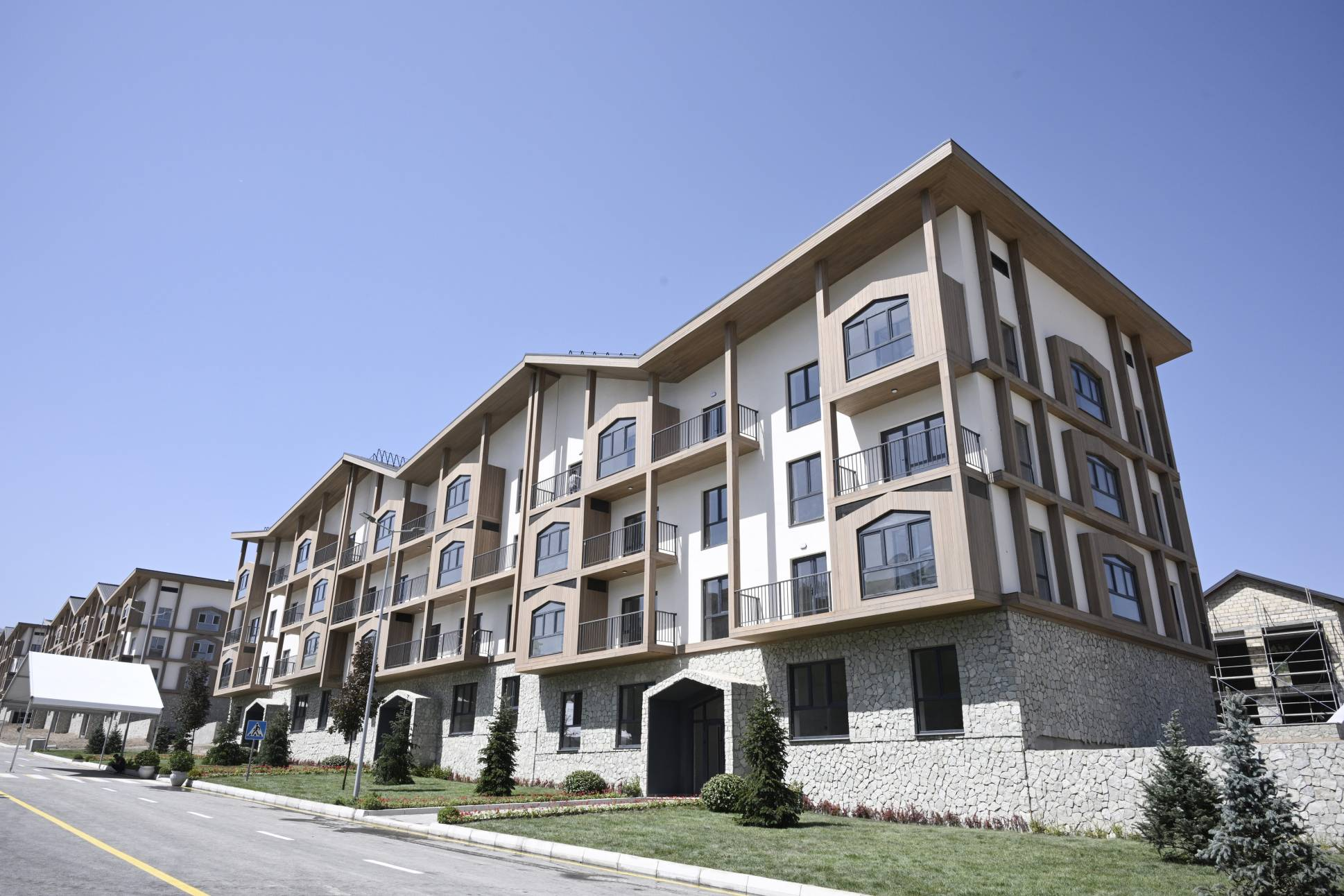
Жилой комплекс Сентябрь 2024
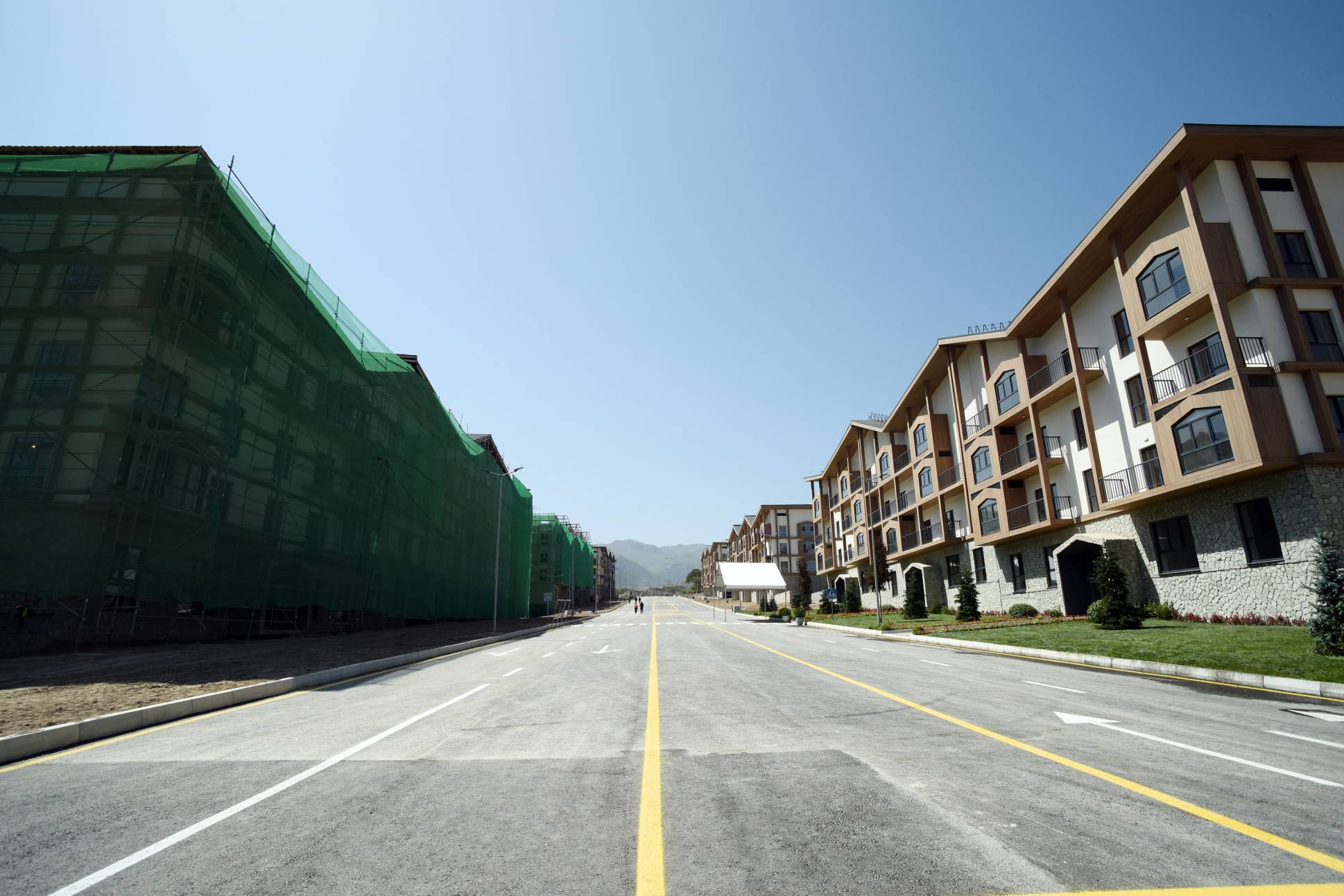
Жилой комплекс Сентябрь 2024

### Инфраструктура
В сентябре 2021 года также состоялось открытие здания военной прокуратуры.
Строится Кельбаджарский городской образовательный комплекс. Территория комплекса — более 2,2 гектар. В комплексе будут функционировать профессиональные мастерские, STEAM зона, школа на 528 ученических мест.
Ведётся строительство автомобильной дороги Кельбаджар — Лачин.

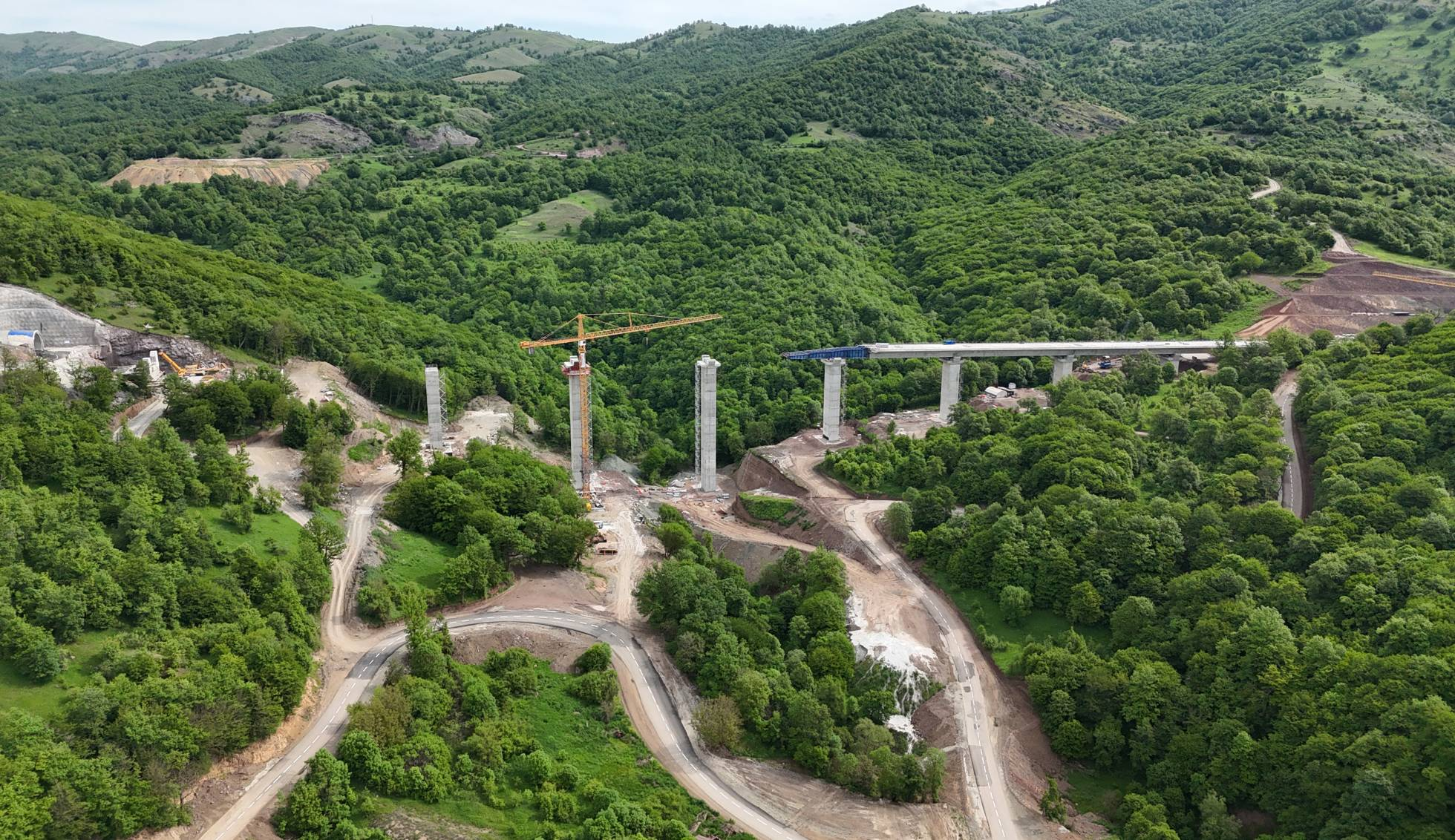
Строительство автомобильной дороги Кельбаджар — Лачин Май 2025

## Население
Согласно Всесоюзной переписи населения СССР 1989 года в Кельбаджаре проживали 7246 человек. По официальным данным НКР в Кельбаджаре в конце 2019 года насчитывалось 0,7 тыс. жителей.

### Национальный состав
| Год переписи       | 1939         | 1970            | 1979            |
| ------------------ | ------------ | --------------- | --------------- |
| азербайджанцы      | 962 (88,3 %) | ↗4 698 (98,4 %) | ↗5 569 (99,4 %) |
| армяне             | 42 (3,9 %)   | ↘22 (0,5 %)     | ↗3 (0,1 %)      |
| курды              | 0 (0,0 %)    | 2 (0,1 %)       | ↗4 (0,1 %)      |
| русские и украинцы | 66 (6,1 %)   | ↘21 (0,4 %)     | ↘14 (0,2 %)     |
| другие             | 19 (1,7 %)   | 32 (0,6 %)      | 14 (0,2 %)      |
| всего              | 1 089        | 4 775           | 5 604           |